# Europees kampioenschap gewichtheffen 1900
Het Europees kampioenschap gewichtheffen 1900 was een kampioenschap voor gewichtheffers. De vierde editie van de Europese kampioenschappen vond plaats in het Nederlandse Rotterdam.

## Geschiedenis
Het kampioenschap vond plaats zonder gewichtslimieten. De Belg Philippe De Haes won er goud. Bezijden de medaillewinnaars is er weinig informatie over dit EK bewaard gebleven.

## Resultaten
| Gewichtsklasse | Goud             | Zilver         | Brons        |
| -------------- | ---------------- | -------------- | ------------ |
| Open           | Philippe De Haes | Heinrich Rondi | Èmile Deriaz |